# Brandon Hardesty
Brandon Allan Hardesty (Baltimora, 13 aprile 1987) è un attore e comico statunitense che si è fatto conoscere attraverso la fama acquisita su YouTube.
Hardesty carica in rete originali commedie come anche "strane e misteriose" ricreazioni di scene di film famosi, nelle quali recita impersonando tutti i protagonisti. Lo scrittore Julian Dibbell, del quotidiano Newyorkese The Village Voice, ha definito il suo lavoro come "Cultura Web della migliore qualità".

## Biografia

### Vita personale
Hardesty è nato a Baltimora, Maryland, ultimogenito della famiglia. Sua madre collezionava strani cappelli e mise un'armatura nel soggiorno "per divertimento"; suo padre scriveva jingles, oltre ad insegnare musica e dirigere il coro della chiesa. I suoi genitori l'hanno descritto come dolce di natura, simpatico ed introverso e lo fecero ritirare dalla sua piccola Scuola Elementare in seconda, temendo che il frequentarla fosse troppo rigido per lui; fu così istruito a casa fino alla Scuola Media.
Mentre era alla Scuola Luterana di Baltimora, un insegnante convinse Hardesty a recitare nelle produzioni teatrali della scuola, sebbene lui fosse troppo sicuro di sé per consentire alla sua famiglia di vedere le sue performance. Fece pratica di socializzazione durante il lavoro come cassiere al Weis Market, una vicina drogheria dove lavorò nei fine settimana e dopo la scuola.
Al college, Brandon si specializzò nei film mentre faceva video per YouTube per conto suo. Dopo aver attratto attenzione con il suo video, "Strange Faces and Noises I Can Make III" ("Strane Facce e Rumori che Riesco a Fare III"), un produttore espresse interesse nel rappresentarlo professionalmente.

### YouTube
Su YouTube, Hardesty usa il nickname "ArtieTSMITW", che è l'abbreviazione di "Artie: The Strongest Man In The World" ("Artie: L'Uomo Più Forte Del Mondo"), un personaggio del suo show per bambini preferito, una serie televisiva americana chiamata The Adventures of Pete & Pete. I suoi video più famosi sono i Re-Enactments (Ricostruzioni, Reinterpretazioni), in cui sceglie una scena di un film e la reinterpreta da solo, recitando la parte di ogni protagonista. Un'altra serie di video popolare è Strange Faces and Noises I Can Make (Strane Facce e Rumori che Riesco a Fare), dove si cimenta in una serie di buffi suoni e facce strane. Ha anche fatto una parodia del famoso video shock "2 Girls 1 Cup", dal titolo "1 Guy 1 Lunchable". Una delle sue più popolari e fedeli parodie è quella dell'istruttore militare di Full Metal Jacket originariamente ritratto dal leggendario R. Lee Ermey.
Ad oggi, sette dei video di Hardesty sono stati mostrati sulla pagina iniziale di YouTube:
- una reinterpretazione di una scena di La storia fantastica,
- una reinterpretazione di una scena di Io e zio Buck,
- un video chiamato "Three Impressions" (Tre Impressioni),
- il suo "Strange Faces and Noises I Can Make III" ("Strane Facce e Rumori che Riesco a Fare III"), che ha ricevuto più di 7 milioni di visite
- un video intitolato "The 30-Second Video" ("Il Video da 30 Secondi"),
- un video chiamato "Request a Reenactment for YouTube Live" ("Richiedi un Reenactment per Youtube Live")
- un video chiamato "Movies on YouTube? Huzzah!" ("Film su YouTube? Evviva!").

Hardesty è stato il 32º utente di YouTube con più sottoscrizioni ed il 35º comico di YouTube per numero di visite.
Nell'aprile 2007, la compagnia statunitense di assicurazioni per automobili Geico ha usato "Strange Faces and Noises I Can Make III" nel loro spot pubblicitario. Dopo una porzione di video riprodotta apparentemente su uno schermo di computer, il narratore dice, "Possono esserci modi migliori di spendere 15 minuti online". Il suo video "Strange Faces and Noises I Can Make" è stato anche parodiato nello show di MTV Human Giant. Nello sketch, Aziz Ansari impersonava un personaggio che faceva facce simili a quelle di Brandon Hardesty nel video.
Nel novembre 2008, Brandon ha partecipato al primo show in diretta di YouTube: YouTube Live. Ha chiesto ai suoi fan di richiedere una scena di reinterpretare, promettendo che la scena maggiormente richiesta, la numero 1, sarebbe stata trasmessa in diretta su YouTube Live: la più richiesta è stata una scena da Il cavaliere oscuro e ha ricevuto più di 150000 visite nella sola prima settimana. Brandon è stato anche intervistato da un amico YouTuber, William Sledd.

### Carriera da attore
Hardesty è stato scelto per interpretare un ruolo di supporto nella pellicola indipendente Bart Got a Room, distribuita nel 2008. Nel film figurano attori come Steven Kaplan (Danny), William H. Macy, Cheryl Hines, Alia Shawkat e Chad Jamian Williams, nel ruolo di Bart. Questa è la terza occasione in cui un utente di YouTube effettua una transizione verso il mondo del cinema, dopo Naathan Phan (conosciuto su YouTube come SungHero) che fu scelto per una parte nel film Suxbad - Tre menti sopra il pelo e Cory Williams (anche conosciuto come Mr. Safety from SMP Films) scelto per un ruolo in Faded Memories, pianificato per la primavera 2008.
Nel febbraio 2008, Brandon è stato ospite per cinque puntate dello show Jimmy Kimmel Live!, in cui ha reinterpretato una scena da ogni film candidato all'Oscar per il miglior film durante l'80ª edizione degli Academy Awards.
Nel giugno 2008 ha annunciato sul suo sito ufficiale di essere stato scelto per recitare nel film Kid Cannabis diretto da John Stockwell, che ha adattato e diretto Blue Crush nel 2002. Il film, le cui riprese erano all'inizio fissate per agosto 2008, è stato messo in attesa senza ulteriore avvisi.
Nell'ottobre 2008 ha recitato nel film indipendente The Bill Collector; il film non ha ancora una data di pubblicazione.
Nel marzo 2009 ha annunciato sul suo blog e con un video su YouTube di essere stato scelto per un ruolo importante nel film American Pie presenta: Il manuale del sesso, settimo capitolo della saga di American Pie.
il 18 aprile 2012 Hardesty interpreta la controparte di E. Cartman nella vita reale, nell'episodio di South Park dal titolo I Should Have Never Gone Ziplining (ep.6 della 16ª stagione).

## Filmografia
- Bart Got a Room (2008), come Craig
- The Bill Collector (2009), come Iggy
- American Pie presenta: Il manuale del sesso (American Pie Presents: Book of Love, 2009), come Lube
- Bucky Larson: Born to Be a Star, regia di Tom Brady (2011)
- Kid Cannabis, come Daniel Cox (riprese in corso)